# Paulo Romeu Dantas Bastos
Paulo Romeu Dantas Bastos (Nova Soure, 20 de agosto de 1955) é um bispo católico brasileiro. É ordinário da Diocese de Jequié, no Estado da Bahia, para onde foi transferido recentemente pelo Papa Francisco, após quase vinte anos à frente da Diocese de Alagoinhas.

## Biografia
Cursou o ensino fundamental em sua cidade natal e o Ensino Médio em Alagoinhas. Fez curso técnico em Agropecuária na Escola Agrícola de Catu – BA, e nomeado em concurso público foi trabalhar na Embrapa de Barreiras, onde anos depois ingressou no seminário.
Cursou Filosofia no Seminário Central da Bahia e Teologia no Seminário de Viamão. Foi ordenado sacerdote aos 18 de maio de 1985, na cidade de Barreiras. Como padre, exerceu os seguintes ministérios: Vigário Paroquial na Paróquia do Sagrado Coração de Jesus em Formosa do Rio Preto – BA de 1984 a 1985; Vigário Paroquial de São Sebastião em Barreiras de 1986 a 1987; Vigário Paroquial de Senhora Santana em Riachão das Neves – BA, de 1987 a 1991; Pároco da Catedral de São João Batista em Barreiras, desde 1992 até a indicação ao episcopado.
Na diocese de Barreiras também foi Coordenador Diocesano da Pastoral da Juventude e Coordenador Diocesano de Pastoral, de 1987 a 1996; Diretor espiritual Diocesano e do Regional NE 3 do encontro de Casais com Cristo (ECC); Vigário Geral da Diocese de Barreiras a partir de 1997 até ser nomeado bispo diocesano de Alagoinhas.
No dia 24 de abril de 2002, o Papa João Paulo II nomeou Mons. Paulo Romeu como Bispo Diocesano de Alagoinhas. Sua sagração episcopal foi realizada em Barreiras no dia 27 de julho de 2002 pela imposição das mãos do então bispo Dom Ricardo José Weberberger. A posse em Alagoinhas aconteceu em 22 de agosto do mesmo ano.
Após quase vinte anos à frente de Alagoinhas, em 13 de janeiro de 2021, o Papa Francisco transferiu Dom Paulo para a Diocese de Jequié, também na Bahia, vacante desde 2019, com a saída do ordinário Dom Frei José Ruy Gonçalves Lopes, OFM Cap, para Caruaru. Dom Paulo tomou posse de sua nova diocese em 19 de março seguinte.